# Ischnosoma yunnanum
Ischnosoma yunnanum (лат.) — вид жуков-стафилинид рода Ischnosoma из подсемейства Mycetoporinae. Название происходит от имени провинции Юньнань, в которой была найдена типовая серия.

## Распространение
Китай (Юньнань).

## Описание
Мелкие коротконадкрылые жуки. Длина тела от 5,0 до 5,6 мм. Усики относительно очень длинные: от 1,84 до 2,12 мм. Ширина головы до 0,68 мм. Ширина пронотума от 1,03 до 1,04 мм, длина до 0,88 мм. Основная окраска черноватая (переднеспинка, надкрылья, ноги светлее, желтовато-коричневые). Ischnosoma yunnanum включён в видовую группу I. pictum species group, от которых отличается хетотаксией 8-го стернита самцов. Вид был впервые описан в 2016 году чешским энтомологом Matúš Kocian (Department of Ecology, Faculty of Environmental Sciences, Чешский агротехнический университет, Прага, Чехия) и Michael Schülke (Музей естествознания, Leibniz Institute for Research on Evolution and Biodiversity при Берлинском университете имени Гумбольдта, Берлин, Германия).